# Gnadochaeta lasia
Gnadochaeta lasia är en tvåvingeart som först beskrevs av Henry J. Reinhard 1959.  Gnadochaeta lasia ingår i släktet Gnadochaeta och familjen parasitflugor. Inga underarter finns listade i Catalogue of Life.